# James Frey
 (février 2009).
Si vous disposez d'ouvrages ou d'articles de référence ou si vous connaissez des sites web de qualité traitant du thème abordé ici, merci de compléter l'article en donnant les références utiles à sa vérifiabilité et en les liant à la section « Notes et références ».
Pour les articles homonymes, voir Frey.
Ne doit pas être confondu avec James N. Frey.
Œuvres principales
- Série Lorien Legacies

James Christopher Frey, né le 12 septembre 1969 à Cleveland en Ohio, est un écrivain américain, connu pour ses ouvrages de science-fiction à destination  de la jeunesse. 

## Biographie
James Frey est diplômé de la Denison University et a également pris des cours à l'École de l'Institut d'art de Chicago. Il est principalement connu pour ses « mémoires », A Million Little Pieces, publié par Nan Talese/Doubleday au printemps 2003 et sa suite, My Friend Leonard publié par Riverhead en été 2005. Les deux livres furent les premiers sur la liste des bestsellers du New York Times, et le premier fut choisi par Oprah Winfrey pour son book club. Cependant, le Smoking Gun et d'autres enquêteurs découvrirent à la fin 2005 au début de 2006 que des éléments de A Million Little Pieces étaient fabriqués, voire que le livre était « un tissu d’affabulations ». 
Une partie de la critique lui reproche de faire de la littérature à destination essentiellement commerciale.
James Frey réside actuellement à Los Angeles, avec sa femme et sa fille.

## Œuvres

### UniversLorien Legacies

#### SérieLorien Legacies
Cette série, coécrite avec Jobie Hughes, est publiée sous le pseudonyme de Pittacus Lore.
1. Numéro Quatre, J'ai lu, 2011 ((en) I Am Number Four, 2010)
2. Le Pouvoir des Six, J'ai lu, 2012 ((en) The Power of Six, 2011)
3. La Révolte des Neuf, J'ai lu, 2013 ((en) The Rise Of Nine, 2012)
4. L'Empreinte de Cinq, J'ai lu, 2014 ((en) The Fall of Five, 2013)
5. La Revanche de Sept, J'ai lu, 2015 ((en) The Revenge of Seven, 2014)
6. Le Destin de Dix, J'ai lu, 2016 ((en) The Fate of Ten, 2015)
7. Tous pour Un, J'ai lu, 2017 ((en) United As One, 2016)

##### SérieAux origines de la série Numéro Quatre
Cette série, coécrite avec Jobie Hughes, est publiée sous le pseudonyme de Pittacus Lore. Chaque volume regroupe trois romans courts.
1. Les Héritages, J'ai lu, 2018 ((en) The Legacies, 2012)
2. (en) Secret Histories, 2013
3. (en) Hidden Enemy, 2014
4. (en) Rebel Allies, 2015
5. (en) Zero Hour, 2016

#### SérieGeneration One
Cette série, coécrite avec Jobie Hughes, est publiée sous le pseudonyme de Pittacus Lore.
1. Generation One, J'ai lu, 2019 ((en) Generation One, 2017)
2. Les Six Fugitifs, J'ai lu, 2020 ((en) Fugitive Six, 2018)
3. Retour à zéro, J'ai lu, 2021 ((en) Return to Zero, 2019)

#### SérieThe Legacy Chronicles
Cette série, coécrite avec Jobie Hughes, est publiée sous le pseudonyme de Pittacus Lore.
1. (en) Trial by Fire, 2018
2. (en) Out of the Shadows, 2019

### SérieEndgame
Cette série est coécrite avec Nils Johnson-Shelton.
1. L'Appel, Gallimard Jeunesse, 2014 ((en) The Calling, 2014)
2. La Clé du ciel, Gallimard Jeunesse, 2015 ((en) Sky Key, 2015)
3. Les Règles du jeu, Gallimard Jeunesse, 2016 ((en) Rules of the Game, 2016)

### Romans indépendants
- Mille morceaux, Belfond, 2004 ((en) A Million Little Pieces, 2003), 509 p.  (ISBN 978-2714440068)
- Mon ami Leonard, Belfond, 2006 ((en) My Friend Leonard, 2005)
- L. A. story, Flammarion, 2009 ((en) Bright Shiny Morning, 2008)
- Le Dernier Testament de Ben Zion Avrohom, Flammarion, 2011 ((en) The Final Testament of the Holy Bible, 2011)
- Katerina, Flammarion, 2019 ((en) Katerina, 2018)
- (en) Ashfall Legacy, 2021Sous le nom de Pittacus Lore.

### Scénarios
- 1998 : Une fiancée pour deux (Kissing a Fool) de Doug Ellin
- 1998 : Sugar: The Fall of the West de lui-même
- 1999 : Wild World of Women de Nicholas Goodman (court métrage)
- 2011 : Numéro Quatre (I Am Number Four) de D. J. Caruso (roman sous le nom de Pittacus Lore)

## Productions cinématographiques
- 1998 : Une fiancée pour deux (Kissing a Fool) de Doug Ellin (associé)
- 1999 : Wild World of Women de Nicholas Goodman (court métrage)
- 2000 : Bad Seed de Jon Bokenkamp
- 2001 : See Jane Run de Sarah Thorp (coproducteur)
- Non diffusé, date de sortie non connue : Those Who Wander d'Abigail Schwarz (exécutif)